# Stenocephalemys griseicauda
Stenocephalemys griseicauda là một loài động vật có vú trong họ Chuột, bộ Gặm nhấm. Loài này được F. Petter mô tả năm 1972.

## Hình ảnh